# مارس ولتا
مارس وُلتا (انگلیسی: The Mars Volta) گروه موسیقی راک آمریکایی برخاسته از ال پاسوی تگزاس بود که سال ۲۰۰۱ تشکیل شد. اعضای آن عبارت بودند از: عمر رودریگز لوپز (گیتار، تهیه‌کننده و رهبر گروه)، سدریک بیگسلر-زاوالا (خواننده و ترانه‌سرا)، گوان آلدریت (گیتاربیس)، مارسل رودریگز لوپز (کیبورد، پرکاشن) و دیَنتونی پارکس (درام).
مارس ولتا به‌خاطر اجراهای زندهٔ پرانرژی و آلبوم‌های مفهومی‌اش در سبک‌های راک تجربی و پراگرسیو شهرت دارد. گروه در سال ۲۰۰۹ جایزه گرمی بهترین اجرای هارد راک را برای ترانهٔ «تمثال مومی» (Wax Simulacra) دریافت کرد. همچنین سال ۲۰۰۸ مجلهٔ رولینگ استون آن‌ها را «بهترین گروه پراگ-راک» معرفی کرد.
مارس ولتا سال ۲۰۱۲ از هم پاشید.